# Gijsbertus van Sandwijk
Gijsbertus van Sandwijk (Spanbroek, 6 april 1794 - Purmerend, 3 juni 1871) was een Nederlandse onderwijzer, geschiedkundige en schrijver.
Van Sandwijk is bekend van de educatieboeken die hij publiceerde over allerlei onderwerpen, maar hij werd vooral bekend als schrijver van het boek Kronijkmatige en geschiedkundige beschrijving van Purmerende en omliggende dorpen, meren, ..., dat in 1839 uitkwam en over de geschiedenis van de stad Purmerend en omgeving gaat. Van dit boek zijn nog de meeste exemplaren in omloop van al de door hem geschreven boeken. In 1845 verscheen van hem Gezangen voor de jeugd ten dienste der scholen. Een ander boek van zijn hand is Het vuur, zijn ontstaan, werking, gebruik en het nut en voordeel dat de menschen er van trekken : een leer-, lees- en prentenboek voor de jeugd. Dit boek werd in 1870 (her)uitgebracht met toelichting en verklaringen door E.G. Braner. Hiervan is een exemplaar aanwezig in de bibliotheek van de Universiteit van Amsterdam, voor bezoekers te raadplegen op microfiche.